# Georges Valance
Georges Valance (* 1942 in Corcieux) ist ein französischer Wirtschaftsjournalist.

## Leben
Georges Valance besuchte das Lycée Louis-le-Grand und studierte an der Sorbonne. Valance arbeitete als Journalist beim Wochenmagazin L’Express, war Redaktionschef der Zeitschrift La Vie Financière  und war ab 2002 als Chefredakteur beim Monatsmagazin L'Expansion.
Valance hat politische Biografien über Adolphe Thiers, Georges-Eugène Haussmann und Valéry Giscard d’Estaing geschrieben und eine Reihe historischer Untersuchungen. Er schreibt seit zwanzig Jahren zum Deutsch-französischen Verhältnis. Er stellte in einer 2013 veröffentlichten Untersuchung fest, dass die Abneigung gegen Deutschland nicht mehr nur ein Thema des einfachen Franzosen sei, sondern dass die Germanophobie die – linke – Elite erfasst habe.

## Schriften (Auswahl)
- Petite histoire de la germanophobie. Flammarion, Paris 2013
- VGE. Flammarion, Paris 2011 [i. e. Valéry Giscard d’Estaing]
- Thiers : bourgeois et révolutionnaire. Flammarion, Paris 2007
- Le phénix français, ou, Comment la France s'est toujours relevée de Charles V à de Gaulle. Flammarion, Paris 2006
- Haussmann le Grand. Flammarion, Paris 2000
- La revanche de l'Allemagne. : 1989 - 1999. Perrin, Paris 1999
- Histoire du franc, 1360-2002 : la légende du franc. Flammarion, Paris 1998
- Les maîtres du monde : Allemagne, États-Unis, Japon. Flammarion, Paris 1992
- France - Allemagne : le retour de Bismarck. Flammarion, Paris 1990